# Штепферсгаузен
Штепферсгаузен (нім. Stepfershausen) — громада в Німеччині, розташована в землі Тюрингія. Входить до складу району Шмалькальден-Майнінген.
Площа — 15,76 км². Населення становить Невірний параметр metadata 16 066 071 ос. (станом на 31 грудня 2021).